# Спасс (село, Московская область)
Спасс — село в Волоколамском городском округе Московской области России. Носит почётное звание «Населённый пункт воинской доблести». Население — 643 чел. (2010).

## География
Село Спасс расположено на западе Московской области, в южной части Волоколамского городского округа, в 7 км к югу от города Волоколамска, на автодороге Р108 Суворово — Руза. Рядом протекает впадающая в Рузу река Волошня.
В селе 10 улиц — Дачная, Луговая, Озёрная, Полевая, Преображенская, Речная, Рябиновая, Садовая, Центральная и Лесной переулок, 1 микрорайон, приписано 2 садоводческих товарищества.
Связано прямым автобусным сообщением с районным центром (маршруты № 22, 26, 27, 29). Ближайшие населённые пункты — деревни Коняшино, Иевлево и хутор Дроздова.

## Население
| 1859 | 1890 | 1899 | 1926 | 2002 | 2006 | 2010 |
| ---- | ---- | ---- | ---- | ---- | ---- | ---- |
| 310  | ↘246 | ↘154 | ↗354 | ↗698 | ↗782 | ↘643 |

## Достопримечательности
В селе Спасс расположен храм Преображения Господня. Церковь была построена по одним данным в 1770, а по другим в 1791 году. Церковь относится к стилю классицизм и является памятником архитектуры регионального значения.

## История
«Пречистыя Богородицы Иосифова монастыря (вотчина) село Спасское, а в нем церковь Преображения Господа Бога и Спаса нашего Иисуса Христа, а в церкви образы, и свечи, и книги, и ризы и всякое церковное строенье мирское приходных людей, а у церкви во дворе поп Давыд Афанасьев, во дворе просвирня Федосьица; пашни церковные паханыя 2 четверти, перелогом 3 четверти, лесом поросло 5 четвертей в поле, а в дву потому ж.»— Писцовые книги 1625—1626 гг. Рузского уезда, Льняникова стана
В 1723 году село принадлежало русскому государственному и военному деятелю, сподвижнику и фавориту Петра I — князю Александру Даниловичу Меншикову.
В «Списке населённых мест» 1862 года — казённое село 1-го стана Рузского уезда Московской губернии на дороге из города Рузы в город Волоколамск, в 34 верстах от уездного города, при колодцах, с 48 дворами, православной церковью, ярмаркой и 310 жителями (158 мужчин, 152 женщины).
По данным на 1890 год — деревня Судниковской волости Рузского уезда с 246 душами населения.
В 1913 году — 63 двора, церковно-приходская школа и казённая винная лавка.
По материалам Всесоюзной переписи населения 1926 года — центр Спасского сельсовета Осташёвской волости Волоколамского уезда в 5 км от Осташёвского шоссе и 12 км от станции Волоколамск Балтийской железной дороги, проживало 354 жителя (154 мужчины, 200 женщин), насчитывалось 68 хозяйств, среди которых 66 крестьянских, имелась школа.
С 1929 года — населённый пункт в составе Волоколамского района Московского округа Московской области. Постановлением ЦИК и СНК от 23 июля 1930 года округа как административно-территориальные единицы были ликвидированы.
1929—1939, 1957—1963, 1965—1994 гг. — центр Спасского сельсовета Волоколамского района.
1939—1957 гг. — центр Спасского сельсовета Осташёвского района.
1963—1965 гг. — центр Спасского сельсовета Волоколамского укрупнённого сельского района.
В 1994 году Московской областной думой было утверждено положение о местном самоуправлении в Московской области, сельские советы как административно-территориальные единицы были преобразованы в сельские округа.
1994—2006 гг. — деревня Спасского сельского округа Волоколамского района.
2006—2019 гг. — деревня сельского поселения Спасское Волоколамского муниципального района Московской области.
В 2019 году селу присвоено почётное звание Московской области «Населённый пункт воинской доблести».